# Palazzo di San Crispino

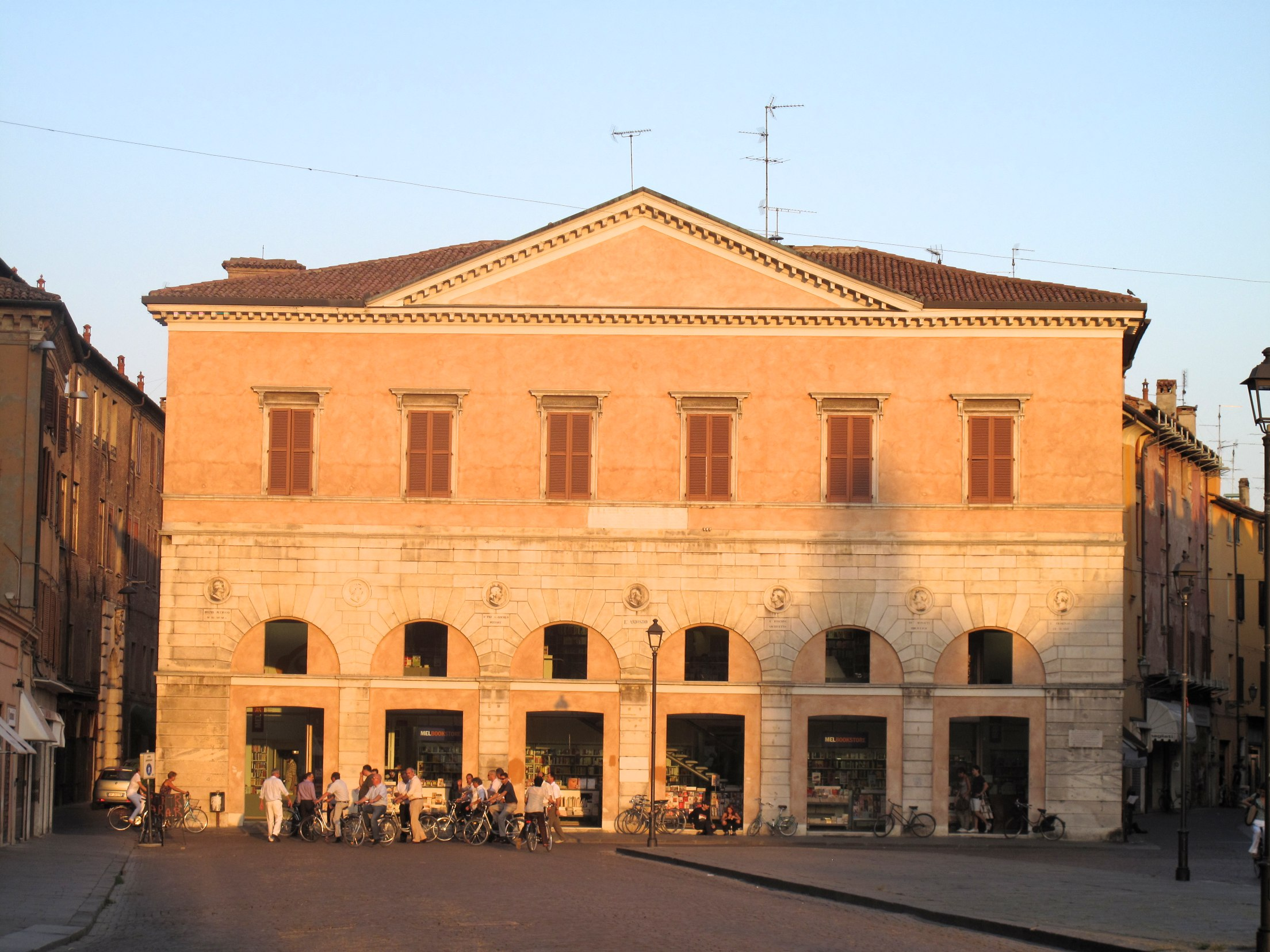
Fassade des Palazzo di San Crispino

Der Palazzo di San Crispino, auch  Oratorio dei Calzolai oder Oratorio di San Crispino, ist ein  Palast im Zentrum von Ferrara in der italienischen Region Emilia-Romagna. Er liegt an der Piazza Trento e Trieste, zwischen der Ecke zur Via Mazzini und der zur Via Contrari.

## Geschichte

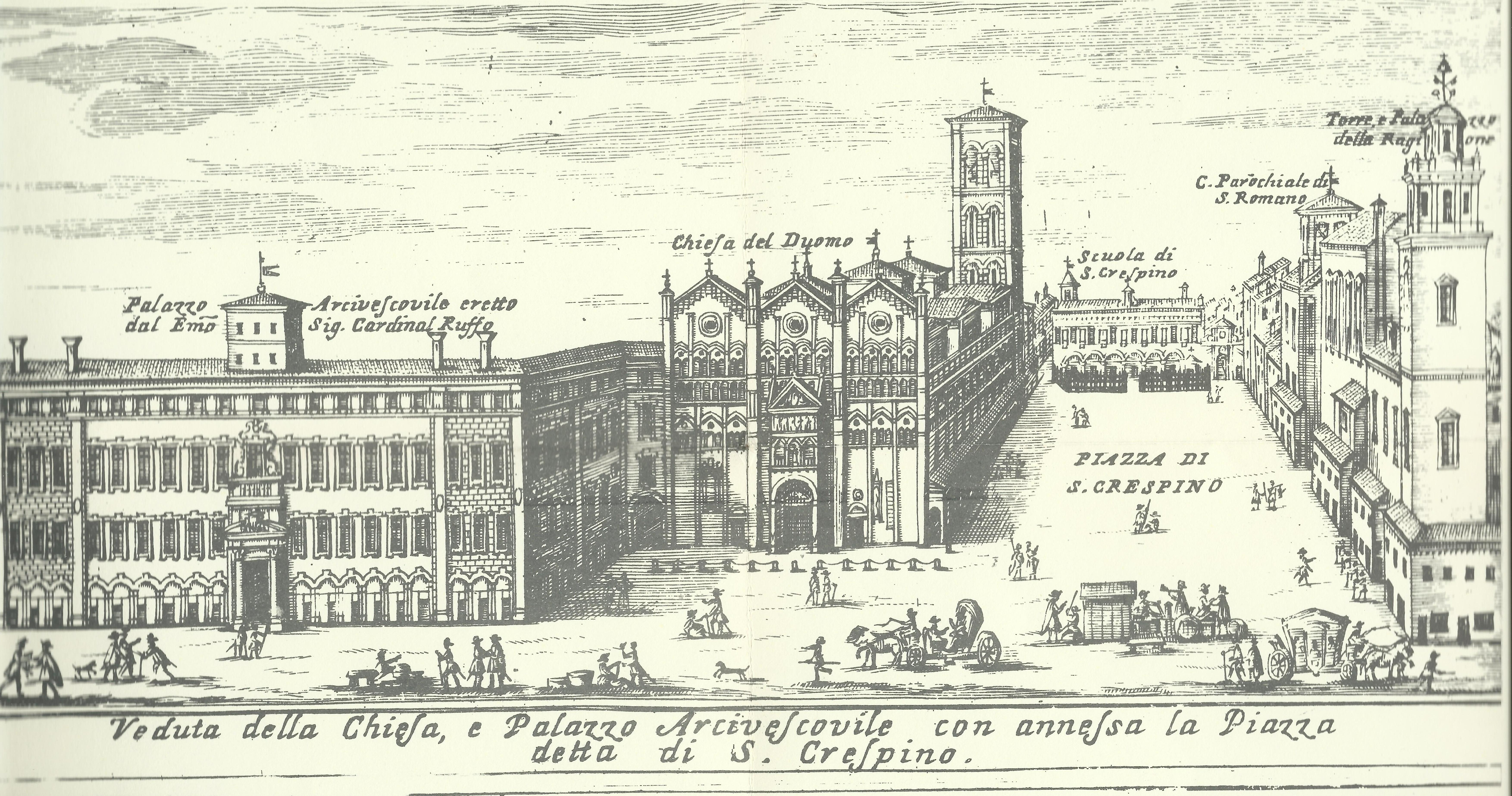
Piazza Trento e Trieste mit dem Oratorio di San Crispino, auf einem Kupferstich von Andrea Bolzoni von 1747

Eine Überlieferung sagt aus, dass Karl der Große bei seiner Durchreise von Ferrara im Jahre 808 den Palast der Kunst der Schuhmacher als Belohnung für die Dienste eines Schuhmachers widmete, die ihm dieser anbot. Historisch gesichert ist, dass seit 1561 der Palast Sitz der öffentlichen Schulen für schöne Literatur war, die mit der Universität Ferrara verbunden waren und später durch einen Brand teilweise zerstört wurden. In der Folge wurde der Palast durch Beschluss der Vereinigung der Schuhmacher zu einem Oratorium reduziert, während die öffentliche Schule ab 1567 an den neuen Sitz im Palazzo Paradiso verlegt wurde.
Das Oratorium wurde den Heiligen Crispinus und Crispinianus geweiht und dieser Name ist erhalten geblieben; er wurde auch eine Zeitlang als Bezeichnung für die Piazza Trento e Trieste benutzt, an der das Gebäude liegt. Der Sage nach waren Crispinius und Crispinianus zwei junge Christen, die aus Rom als Missionare geschickt wurden und von Beruf Schuhmacher waren. In der Zeit der Christenverfolgungen im Römischen Reich wurden sie dazu gedrängt, ihren Glauben zu verleugnen, und, da sie sich weigerten, verurteilte sie der Kaiser Maximian zum Tode. Ihre Leichen wurden später von einigen Getreuen versteckt und bis zum Ende der Christenverfolgungen erhalten. Die beiden Heiligen wurden in zwei benachbarten Gräbern bestattet und darüber steht die Basilika in Soissons, die ihnen geweiht ist. Auf sie geht der Name des Palastes zurück, der so den Beschützern der Schuhmacher geweiht ist.

### Zeit des Ghettos
Ab 1627, als in Ferrara das Ghetto eingerichtet wurde, wurden die Juden gezwungen, in den Räumlichkeiten dieses Palastes an verpflichtenden Predigten teilnehmen.

## Restaurierung

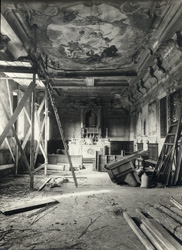
Innenräume des Palazzo di San Crispino nach dem Brand

Im 19. Jahrhundert wurde der Palast vom Architekten Giovanni Tosi wesentlich umgebaut; er veränderte die frühere, historische Loggia und gab ihr ein klassizistisches Aussehen, das heute noch so erhalten ist, wobei in ihrem Inneren einige Ladengeschäfte untergebracht sind. Mitte der 1970er-Jahre begann man mit der Restaurierung der alten Vorhalle, aber das Vorhaben wurde nach kurzer Zeit wegen verschiedener Schwierigkeiten, die auch mit der Frage des Eigentums verbunden waren, auch wenn zwischenzeitlich die dekorativen Bild- und Zierelemente von Giuseppe Facchinetti und Francesco Pellegrini geborgen werden konnten. Beide Maler bildeten auf dem Gewölbe des Salons 1750 die Gloria dei Ss. Crispino und Crispiniano ab. Trotz zahlreicher Eigentümerwechsel blieben eine Holzdecke aus dem 16. Jahrhundert in der Loggia und die Reste mittelalterlicher Ladengeschäfte an der Rückwand erhalten. Die Arbeiten wurden später, nach der Klärung der rechtlichen Fragen, wieder aufgenommen. Die TAR beschloss 1985, das Gebäude einer öffentlichen Körperschaft anzuvertrauen, aber ein Gerichtsbeschluss annullierte diese Entscheidung wenig später als unrechtmäßig. Der private Eigentümer leitete ein Projekt zur Zuteilung von Räumen ein und auf Ministerebene kam die Antwort erst 1988.

### Beschreibung
1675 wurde die Fassade von Francesco Ferrari  mit Fresken oberhalb der Loggia versehen, aber diese Arbeiten gingen im 19. Jahrhundert verloren. Dort waren Karl der Große auf dem Thron und daneben berittene Paladine abgebildet.
Der Architekt Tosi wollte mit seinem Eingriff die Fassade mit großen Medaillons verschönern, auf denen die bürgerlichen Tugenden zusammen mit anderen Verzierungen im städtischen Umfeld abgebildet waren. Mit Gaetano Davia zeigen sie also einige andere berühmte Männer aus Ferrara. In die Mitte wurde Ludovico Ariosto gesetzt und an die Seiten Brizio Petrucci, Alfonso Lombardi, Benvenuto Tisi Garofalo, Antonio Foschini, Teodoro Bonati und Leopoldo Cicognara.
Seit dem Ende des 20. Jahrhunderts ist in dem Palast eine Bücherei untergebracht.